# Don Diamond
Don Diamond (ur. 4 czerwca 1921 w Nowym Jorku, zm. 19 czerwca 2011 w Los Angeles) – amerykańsko-meksykański aktor filmowy, telewizyjny i radiowy. Odtwórca roli Kaprala Reyesa w serialu Zorro (wersja z Disneya z Guyem Williamsem, 1958-1959). Użyczył swojego głosu Fatso w serialu (Różowa Pantera, 1969-1976). Ponadto wystąpił w wielu serialach telewizyjnych i filmach.

## Rodzina
Był mężem Louisy od 1966 roku, miał córkę Roxanne.